# هلبوي II: ذا غولدن أرمي
هلبوي II: ذا غولدن أرمي (بالإنجليزية: Hellboy II: The Golden Army)‏ هو فيلم بطل خارق فوق الطبيعة أمريكي اصدر في 2008، ويتبع فيلم هلبوي. والفيلم من كتابة وإخراج جييرمو ديل تورو ومبني عن شخصية القصص المصورة هلبوي من نشر دارك هورس كومكس.

## وصلات خارجية
- هلبوي II: ذا غولدن أرمي على موقع IMDb (الإنجليزية)
- هلبوي II: ذا غولدن أرمي على موقع ميتاكريتيك (الإنجليزية)
- هلبوي II: ذا غولدن أرمي على موقع روتن توميتوز (الإنجليزية)
- هلبوي II: ذا غولدن أرمي على موقع نتفليكس (الإنجليزية)
- هلبوي II: ذا غولدن أرمي على موقع قاعدة بيانات الأفلام العربية
- هلبوي II: ذا غولدن أرمي على موقع ألو سيني (الفرنسية)
- هلبوي II: ذا غولدن أرمي على موقع Turner Classic Movies (الإنجليزية)
- هلبوي II: ذا غولدن أرمي على موقع أول موفي (الإنجليزية)
- هلبوي II: ذا غولدن أرمي على موقع بوكس أوفيس موجو (الإنجليزية)
- هلبوي II: ذا غولدن أرمي على موقع فيلمافينيتي (الإسبانية)
- الموقع الرسمي للفيلم
- صفحة الفيلم على موقع قاعدة بيانات الأفلام على الإنترنت
- إعلان الفيلم على يوتيوب